# Айой

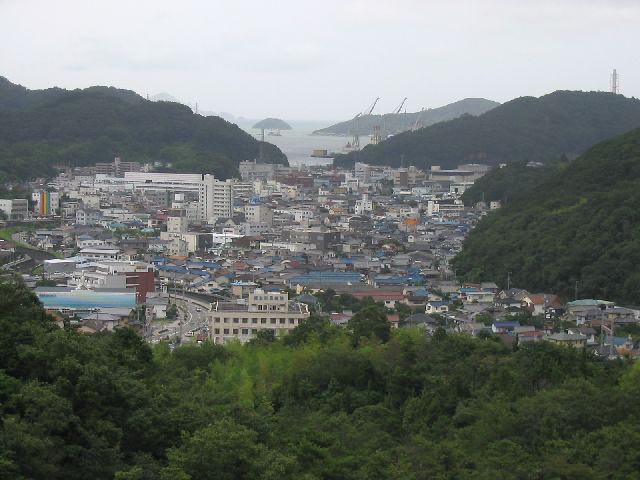
Айой.

Айо́й (яп. 【相生市】, あいおい) — місто в Японії, у префектурі Хьоґо. Розташоване на південному заході префектури, на узбережжі Внутрішнього Японського моря. Центр суднобудівної промисловості. Населення — 28 350 осіб (1 березня 2021)  особи.